# 14060 Patersonewen
14060 Patersonewen è un asteroide della fascia principale. Scoperto nel 1996, presenta un'orbita caratterizzata da un semiasse maggiore pari a 2,3778166 UA e da un'eccentricità di 0,0604930, inclinata di 3,40948° rispetto all'eclittica.
L'asteroide è dedicato all'artista e insegnante canadese Paterson Ewen.